# Isthmosporella pulchra
Isthmosporella pulchra är en svampart som beskrevs av Shearer & J.L. Crane 1999. Isthmosporella pulchra ingår i släktet Isthmosporella och familjen Phaeosphaeriaceae.   Inga underarter finns listade i Catalogue of Life.